# Prunus sargentii
Prunus sargentii es una especie de árbol perteneciente a la familia de las rosáceas. Es originaria de Japón, Corea,y Sakhalin (Rusia).

## Descripción

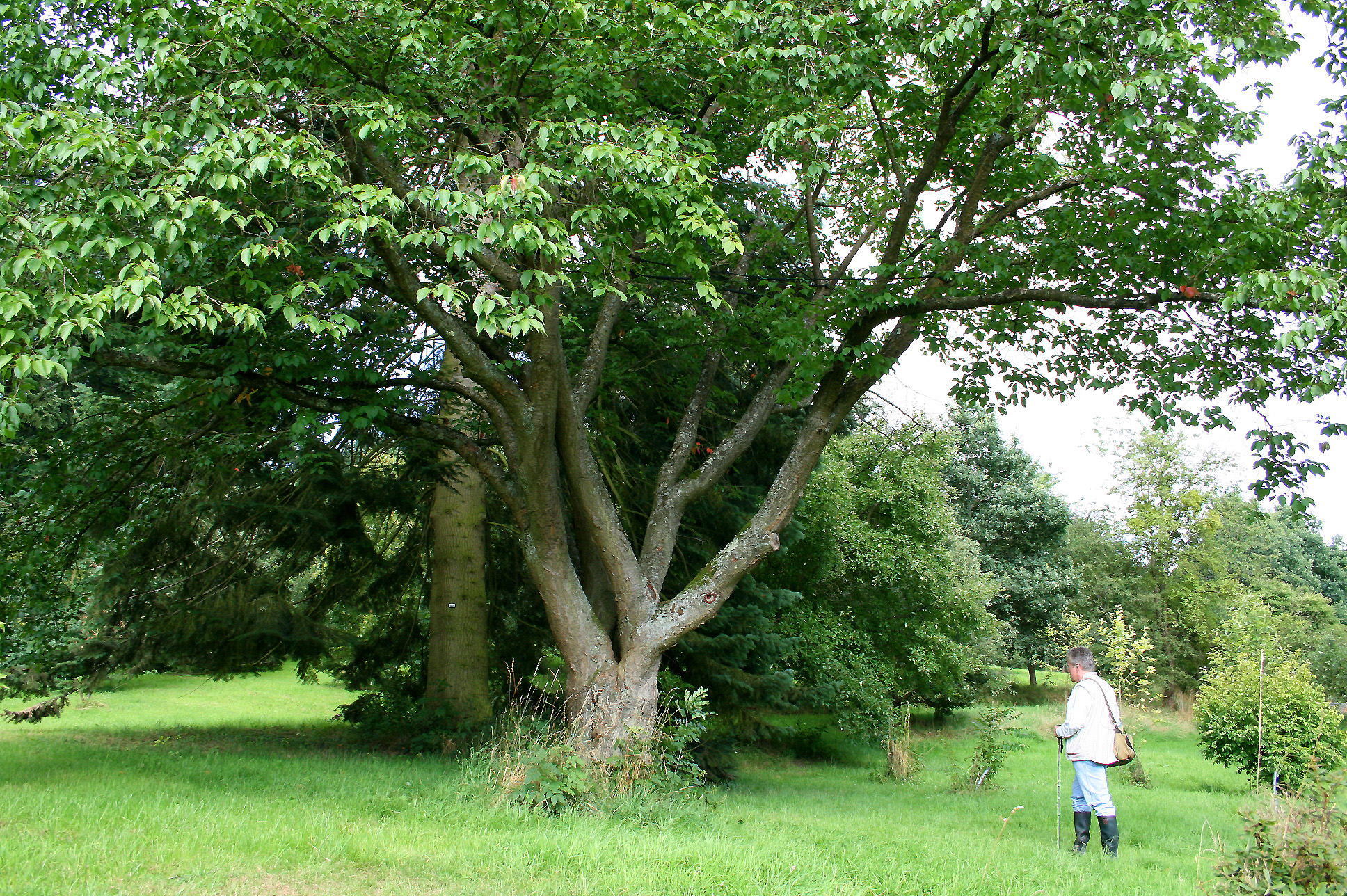
Prunus sargentii en Rendeux (Bélgica).

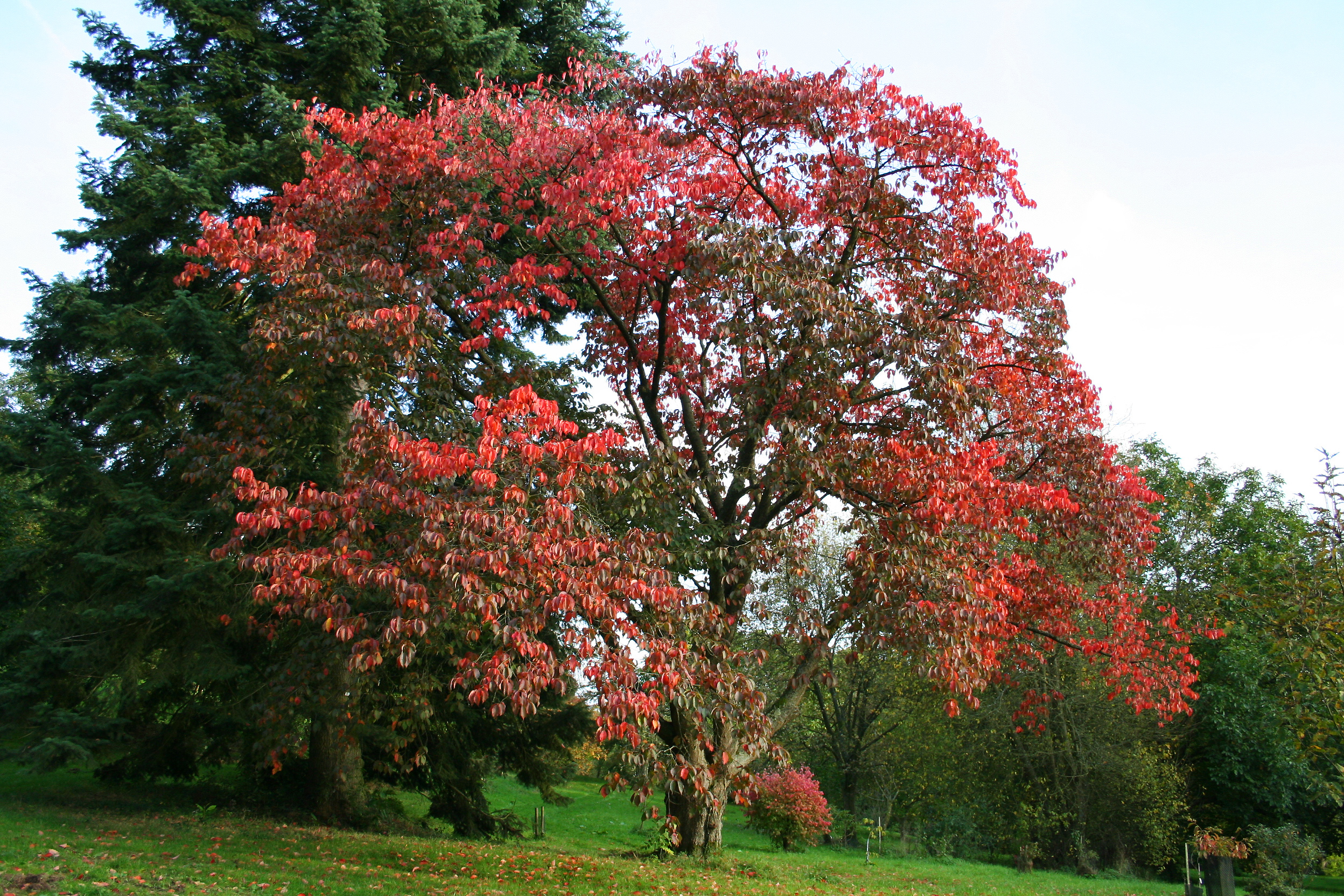
Vista del árbol.

Prunus sargentii es un árbol caducifolio que alcanza los 5 a 10 m de altura. Su corona se extiende a una anchura de 5 a 10 m. El nuevo crecimiento es de un color rojizo o bronceado que cambia a verde oscuro brillante. Las hojas son obovadas y tienen márgenes aserrados. Las hojas son de 3-5 en la longitud y se disponen alternativamente. En el otoño, las hojas se tornan naranja rojo, o amarillo. Crece con flores solitarias de color rosa en pedicelos, que se convierten en fruta morado-negro en verano. El fruto es uno de los favoritos de los pájaros, por su tamaño pequeño, (tamaño de un guisante) y el color, que se considera poco visible para los humanos.

## Cultivo
P. sargentii es un árbol ornamental de rápido crecimiento que requiere sol y suelo bien drenado. El árbol puede tolerar el viento, pero no la contaminación del aire, es una de las más resistentes cerezas, y pueden ser trasplantadas fácilmente. Esto lo hace un árbol adecuado para uso como un árbol de la calle. El árbol es moderadamente tolerante a la sequía.

## Taxonomía
Prunus sargentii fue descrita por Alfred Rehder y publicado en Mitteilungen der Deutschen Dendrologischen Gesellschaft 159. 1908.
Etimología
Ver: Prunus: Etimología
sargentii: epíteto otorgado en honor del botánico estadounidense Charles Sprague Sargent.
Sinonimia
- Cerasus sachalinensis Kom.[9]